# Der Richter von London
Der Richter von London ist eine Komödie von Tankred Dorst nach Thomas Dekkers The Shoemaker’s Holiday aus dem Jahr 1599, die am 27. Februar 1966 unter der Regie von Joachim Fontheim an den Städtischen Bühnen Essen uraufgeführt wurde.

## Inhalt
Das Stück spielt im London des 17. Jahrhunderts.
Der Earl of Lincoln beschwert sich bei Sir Roger Otley, dem Londoner Bürgermeister, über den Flirt seines Neffen Lacy Rowland mit dessen Tochter Rose Otley. Der Lord hält den Neffen für einen Schlawiner. Er sei auf einer Italienreise nur bis Wittenberg gekommen und habe dort wegen Geldmangels das Schustern erlernt. Lord Lincoln hat reagiert. Der junge Heimkehrer aus Deutschland ziehe morgen schon unter der Fahne des Königs via Dover nach Dieppe ins Feld. In der Normandie könne Lacy vielleicht zur Vernunft kommen. Der Bürgermeister weiß genauso von der Torheit seiner Tochter und hat ebenfalls gehandelt. Rose hält sich inzwischen auf dem Lande in Old Ford auf.
Der Schuhmachermeister Simon Eyre aus der Towerstreet will seinen Arbeiter Ralph Damport von der Teilnahme am Feldzug nach Frankreich freistellen lassen. Der Offizier Lacy bleibt hart. Ralph muss seine Frau Jane in London zurücklassen und zieht ins Feld. Lacy, vom englischen König persönlich als sein Kommandant> in die Normandie geschickt, bleibt aber in London und verdingt sich in der Towerstreet bei Simon als holländischer Schuster Hans Meulter  an Ralphs Stelle, weil er in London und Umgebung nach Rose suchen will. Simon möchte gerne zum Richter von London gewählt werden, aber es fehlt das notwendige Geld. Lacy alias Hans hilft. Der Deserteur hat seinen Cousin Askew in den Krieg geschickt. Askew sendet Lacy ein holländisches Schiff – mit kriegswichtiger Ladung für die Franzosen bestimmt. Simon Eyre macht auf Vermittlung Lacys das Geschäft mit der gekaperten Schiffsladung und wird über Nacht wohlhabend. Bald darauf ist der Schuhmachermeister Richter von London.
In Old Ford wirbt der Pächter Sir Hammon um die Gunst der jungen Rose. Roger Otley sähe diese Verbindung der Tochter gern. Hammon erhält von Rose einen Korb.
Ralph kehrt verkrüppelt aus dem Kriege heim. Er hinkt, hat in der Normandie eine Hand verloren und kann mit seinem Armstumpf nicht mehr als Schuhmacher arbeiten. Inzwischen hat Hammons Vetter Warner bei Jane, die sich mit dem Verkauf von Knöpfen über Wasser hält, durch eine Urkundenfälschung das Rennen gemacht. Sie heiratet den Betrüger, weil er ihr einen kleinen Laden in der Bedlamstreet  gekauft und ihr vorgegaukelt hat, Ralph sei gefallen.
In London kann sich  der „Holländer“ Lacy auf die Dauer nicht verbergen. Lord Lincoln ist dem Neffen auf der Spur. Sein Spion Dodger hat ganze Arbeit geleistet.
Als Lacy vor dem König steht, entzieht der Herrscher dem Deserteur die Gunst. Lacy hat dennoch Glück. Rose hält fest zu dem Geliebten. Auf Bitten des Schuhmacher-Richters Simon lässt der König Gnade vor Recht ergehen. Er schickt seinen Offizier auf den nächsten Kriegsschauplatz; nach Frankreich natürlich. Der Begnadigte bedankt sich höflich für die Gunst.
Als Jane von dem Betrug Warners erfährt, will sie zu Ralph zurück. Der Richter von London wird von Warner, Ralph und Jane angerufen. Der Schuhmachermeister spricht unter den Augen des Königs sein salomonisches Urteil: Wer von den Anwesenden im Umkreis Ralph Damport für unschuldig hält an dem Unglück, das ihm im Kriege zugestoßen, der zahle dem Kriegsversehrten zehn Schilling. Alle spenden – sogar der König. Jane kann sich ihren Knöpfe-Laden doch noch kaufen.

## Verfilmung
- 1966: Der Richter von London. TV-Film, WDR. Regie Dietrich Haugk.